# Morschwiller
Morschwiller je občina v departmaju Bas-Rhin francoske regije Alzacija.
Leta 1990 je v občini živelo 395 oseb oz. 85 oseb/km².